# Wilhelm Schnitter
Wilhelm Schnitter (* 26. Februar 1802 in Stralsund; † 24. April 1887 ebenda) war ein deutscher Jurist und Schriftsteller.

## Leben
Gottfried Joachim Wilhelm Schnitter besuchte das Gymnasium in Stralsund und ging im Alter von 20 Jahren nach Heidelberg zum Studium der Rechte. Er beendete seine Studien in Berlin und wurde hier im Juli 1834 zum Kammergerichtsassessor ernannt. 1838 wurde Schnitter in Greifswald zum Kreisrichter und 1842 zum Direktor des Kreisgerichtes ernannt. Im April 1850 wurde er Mitglied des Kreisgerichtes in Stralsund. 1854 ging er wegen eines Gehörleidens in den Ruhestand.
Neben seiner beruflichen Tätigkeit verfasste Wilhelm Schnitter Gedichte und Dramen.

## Werke
- Polykrates. Leipzig 1835 Digitalisat
- Gedichte. Greifswald 1836
- Maria. Leipzig 1842
- Fortunat. Stralsund 1855
- Der Fürst von Tarent. 1861
- Die Braut von Syrakus. 1867
- Die Flüchtlinge. Berlin 1874
- Der Astrolog. Berlin 1875
- Lieder für deutsche Turner. Berlin 1876
- Richildis. 1878